# Svinjarevo (Žabari)
Svinjarevo (Servisch cyrillisch Свињарево) is een plaats in de Servische gemeente Žabari. De plaats telt 213 inwoners (2002).